# Ostrov (Prachatice)
Ostrov je malá vesnice, část města Prachatice v okrese Prachatice v Jihočeském kraji. Nachází se asi dva kilometry severovýchodně od Prachatic. Obcí prochází silnice II/141, spojující Prachatice s Bavorovem. Je zde evidováno 34 adres. V roce 2011 zde trvale žilo 137 obyvatel.
Ostrov leží v katastrálním území Staré Prachatice o výměře 3,4 km².

## Historie
První písemná zmínka o vesnici pochází z roku 1370.

## Obyvatelstvo
| Rok            | 1869 | 1880 | 1890 | 1900 | 1910 | 1921 | 1930 | 1950 | 1961 | 1970 | 1980 | 1991 | 2001 | 2011 | 2021 |
| -------------- | ---- | ---- | ---- | ---- | ---- | ---- | ---- | ---- | ---- | ---- | ---- | ---- | ---- | ---- | ---- |
| Počet obyvatel | 119  | 122  | 117  | 119  | 98   | 117  | 107  | 74   | 68   | 121  | 133  | 118  | 167  | 137  | 109  |
| Počet domů     | 18   | 18   | 18   | 19   | 18   | 21   | 20   | 20   | 20   | 20   | 24   | 29   | 32   | 37   | 31   |

## Obecní správa
Při sčítání lidu v letech 1850–1879 Ostrov byl samostatnou obcí v okrese Prachatice. V letech 1880–1959 byl osadou obce Staré Prachatice v okrese Prachatice. Od roku 1960 je částí města Prachatice ve stejnojmenném okrese. V letech 1850–1879 k obci patřily Městská Lhotka a Staré Prachatice.

## Osobnosti
- František Rosenfelder (1906–1986), major generálního štábu (generálporučík v záloze), náčelník štábu 1. československé sam. brigády v SSSR